# Malapterus
Malapterus – rodzaj morskich ryb z rodziny wargaczowatych (Labridae). 

## Występowanie
Południowo-wschodni obszar Pacyfiku.

## Klasyfikacja
Gatunki zaliczane do tego rodzaju:
- Malapterus reticulatus